# Chitala blanci
Chitala blanci је зракоперка из реда Osteoglossiformes.

## Распрострањење
Присутна је у следећим државама: Тајланд и Камбоџа.

## Станиште
Станиште врсте су слатководна подручја.

## Угроженост
Ова врста је на нижем степену опасности од изумирања, и сматра се скоро угроженим таксоном.